# Puyméras
Puyméras is een gemeente in het Franse departement Vaucluse (regio Provence-Alpes-Côte d'Azur) en telt 603 inwoners (2004). De plaats maakt deel uit van het arrondissement Carpentras.

## Geografie
De oppervlakte van Puyméras bedraagt 14,5 km², de bevolkingsdichtheid is 41,6 inwoners per km².
De onderstaande kaart toont de ligging van Puyméras met de belangrijkste infrastructuur en aangrenzende gemeenten.

## Demografie
Onderstaande figuur toont het verloop van het inwonertal (bron: INSEE-tellingen).